# 吉輝控股
吉輝控股有限公司，簡稱吉輝控股（英語：KPM Holding Limited，港交所：8027），在1997年，於新加坡（總部）成立「Sign Mechanic Pte Ltd」，其後在1998年7月由陳添吉（主席）和陳光輝（首席執行官）以5000新加坡元收購後，更名「Signmechanic Singapore Pte Ltd」。
業務在全球經營公私營領域的標牌及相關產品的設計、製作、安裝及維護。
該股份在2015年7月10日於港交所創業板上市。配售新股股份價格為0.5港元，配售股份為1億股，集資額為2340萬港元。而在首天上市，收盤報為1.35港元，較配售價為高出 1.7 倍。

## 外部連結
- kpmholding.com （页面存档备份，存于）